# El éxito es la mejor venganza
 El éxito es la mejor venganza es una película franco-británica dirigida en 1984 por Jerzy Skolimowski, con guion del propio Skolimowski y de Michael Lyndon. Se trata de una reflexión sobre el exilio con notas autobiográficas de su director. Esta película no llegó a estrenarse en España. Compitió en el Festival de Cannes de 1984.

## Argumento
La cinta narra el enfrentamiento entre dos visiones distintas que dos hombres tienen respecto a cómo luchar contra la opresión en su país.

## Reparto
- Michael York, como Alex Rodak.
- Joanna Szczerbic, como Alicia Rodak.
- Michael Lyndon, como Adam Rodak.
- Jerry Skol, como Tony Rodak.
- Michel Piccoli, como el oficial francés.
- Anouk Aimée, como Monique des Fontaines.
- John Hurt, como Dino Montecurva.
- Ric Young, como el camarero Chino.
- Claude Le Saché, como el Sr. Conio